# Џорџ В. Буш
Џорџ Вокер Буш (George Walker Bushⓘ; Њу Хејвен, САД, 6. јул 1946) је био 43. председник Сједињених Америчких Држава. Пре тога је био 46. гувернер Тексаса од 1995. до 2000, пре него што је положио председничку заклетву 20. јануара 2001. Његов други мандат се окончао 20. јануара 2009. У оба мандата потпредседник Џорџа Буша био је Дик Чејни.
Буш је најстарији син бившег америчког председника Џорџа Херберта Буша и Барбаре Буш и брат гувернера Флориде Џеба Буша. После дипломирања на Универзитету Јејл, Буш је радио у породичном предузећу које је трговало нафтом. Године 1978, се кандидовао за члана Представничког дома, али изгубио тесном већином. Касније је постао власник бејзбол тима Тексас ренџерса, а за гувернера Тексаса је изабран 1994. На неизвесним и контроверзним изборима 2000. године Буш је као кандидат Републиканске странке изабран за председника САД, пошто је добио више гласова изборника, али мање гласова грађана од противкандидата Ала Гора.
Осам месеци по ступању на дужност, догодили су се терористички напади 11. септембра 2001. и Буш је објавио глобални Рат против тероризма, наредио инвазију Авганистана исте године и инвазију Ирака 2003. године. Поред питања која су се тицала националне безбедности, председник Буш је покушао да промовише своје политике у областима привреде, здравствене заштите, образовања и реформе социјалне заштите. Озаконио је десет великих смањења пореза, закон Ниједно дете не сме да заостане и програм здравствене заштите којима су старије особе имале бенефиције при прописивању лекова. У његовом мандату је такође вођена национална дебата о питању имиграције.
Буш се успешно кандидовао за реизбор против демократског сенатора Џона Керија на изборима 2004. Након свог реизбора, Буш је почео да добија оштре критике. Године 2005. Бушова администрација је била приморана да се носи са очигледним неуспесима у свом деловању приликом урагана Катрина. У 2008. америчка привреда је ушла у своју другу рецесију за време Бушовог мандата, па је његова администрација била принуђена да се боље позабави привредом доношењем неколико стимулативних економских пакета.
Буш је био популаран председник током већег дела свог првог мандата, а врх популарности је био након напада 11. септембра 2001. када је имао подршку 90% гласача, највећу у америчкој историји. Његова популарност је нагло пала у другом мандату, када је забележена како најмања подршка, тако и најмања устаљена подршка председнику у америчкој историји.

## Биографија

### Приватни живот, служба и образовање
Џорџ Буш рођен је у Њу Хејвену, у Конектикату. Родитељи су му Џорџ и Барбара Буш. Одрастао је у Мидланду и Хјустону у Тексасу. Има 3 млађа брата Џеба, Нила и Марвина и сестру Дороти. Робин, млађа сестра умрла је 1953. од леукемије.
Као и његов отац, Буш је похађао Академију Филипс у Андоверу (1961—1964) и Универзитет Јејл (1964—1968). На Јејлу прикључио се студентској организацији Делта Капа Епсилон, чији је био председник од 1965. до дипломирања и друштву Лобања и Кости(енгл. Skull and Bones).
Након дипломирања, Буш се прикључио Тексашкој Националној Гарди, 1968. током рата у Вијетнаму, са обавезом до 1974. Био је пилот авиона Ф-102 и два пута је унапређиван током службе.
Септембра 1973. добио је дозволу да заврши своју шестогодишњу војну обавезу 6 месеци раније како би могао да похађа наставу на Харвардском Универзитету. Добио је статус неактивне војне резерве.
Септембра 1976. Буш је ухапшен близу породичне куће у Мејну. Након хапшења морао је да плати казну у износу од 150 долара и привремено му је одузета возачка дозволе због вожње у пијаном стању. Информација о хапшењу објављена је пет дана пред изборе 2000. године од стране полиције у Кенебункпорту где је Буш ухапшен.
Буш се оженио са Лауром Велч 1977. Са њом има две ћерке близнакиње Барбару и Џену рођене 1981. Године 1986, са 40 година напустио је Епископску цркву и прикључио се цркви своје жене - методистима.
Буш је године пре промене религије описао као номадске и као године неодговорне младости. Признао је да пио превише. Престао је са пићем након свог 40. рођендана. Буш је 2000. такође рекао да од 1986. године, и престанка опијања, није попио ни кап алкохола.
Буша понекад називају и Dubya што је на јужњачком дијалекту дупло ве — W. Његово име у тајној служби је Trailblazer или Tumbler.

### Посао и рана политичка каријера
Буш је 1978. покушао да постане заступник у Заступничком дому конгреса али је изборе изгубио од сенатора Кента Ханса.
Своју каријеру у нафтној индустрији започео је 1979. када је основао Arbusto Energy, компанију за истраживање на пољима нафтних и гасних индустрија. Компанију је оформио уз новац инвеститора међу којима је и породица Бин Ладен, која се 1994. јавно одрекла Осаме бин Ладена. Криза 1979. утицала је на Арбусто и фирма мења назив у Bush Exploration Company. Када је почетком 1980-их почела да пада цена нафте Буш је прихватио спајање своје фирме (сада преименоване у Bush Exploration) с нафтним инвестиционим фондом Спектрум 7. Након спајање две компаније Буш је постао председник новоосноване корпорације. Године 1986 након поновног изненадног пада цена нафте Буш је компанију продао продао Харкен Енерџи корпорацији за ниску цену. Нешто касније продао је и свој део деоница, сада већ своје бивше компаније, од чега је остварио значајну зараду.
Након рада на успешној кампањи свога оца 1988, његов пријатељ Вилијам Девит саопштио му је да ће бејзбол клуб Тексас Ренџерс бити продат. Априла 1989. Буш је оформио групу инвеститора, међу којима су многи били блиски пријатељи његовог оца, која је купила 86% клуба по цени од 75 милиона долара.
Изабран је гувернера Тексаса 1994. победивши демократу Ен Ричардс. 1998. постао је први гувернер у историји Тексаса који је изабран за други мандат одмах након првог. Једна од тема које се везују за године у којима је он био гувернер су оне везане за смртну казну. Он је потписао 152 смртне казне укључујући и ону за Карлу Феј Такер.

### Председник

#### Спољна политика
Током своје прве посете Европи у јуну 2001, Буш је оштро критикован од стране европских лидера због одлуке да не потпише протокол из Кјота, чији је циљ заустављање емисије угљен-диоксида који може довести до глобалног загревања. У новембру 2004. Русија је потписала овај протокол, дајући минималан број држава потписника, потребних за ступање на снагу.
Током своје кампање, Бушова спољна политика заснивала се на јачању економских и политичких веза са Латинском Америком, посебно Мексиком. Међутим након терористичких напада на Америку 11. септембра 2001. Бушова администрација окреће се решавању проблема на Блиском истоку.
Убрзо након напада, започет је напад на Авганистан, са циљем обарања талибана и њихове власти која је пружала подршку Осами бин Ладену. Ова акција имала је јаку међународну подршку и талибанска власт је убрзо потом збачена. Међутим Бин Ладен никада није ухваћен, а процес опоравка државе са Хамидом Карзајем на челу показао се као проблематичан. Велики број америчких војника и даље се налази у Авганистану. Нови демократски председнички избори одржани су октобра 2004. На изборима је победио Хамид Карзај.
Године 2003, након дугих припрема и политичких притисака, САД су напале Ирак са оправдањем да покушавају да спрече развитак наводног ирачког програма производње оружја за масовно уништење и да збаце Садама Хусеина са власти. Неки од дугогодишњих савезника оштро су се успротивили овом рату, укључујући Француску и Немачку. У многим државама организовани су протести грађана у броју који није виђен још од рата у Вијетнаму. Генерални секретар УН-а Кофи Анан назвао је овај рат незаконитим. (види Инвазија Ирака 2003.)
Иако су ирачке оружане снаге побеђене већ након неколико дана, нови проблеми у Ираку се појављују. Тешкоће у окупацији и увођењу демократије, неуспех у проналажењу оружја и тврдње да су информације незаконито извртане ради подршке за полазак у рат биле су изазов за Бушову администрацију и у земљи и у иностранству. Буш и даље наводи да верује да је рат био права одлука, због збацивања бруталног тиранина (Садам Хусеин) са власти који више не може бити претња свету.

#### Унутрашња политика

##### Кабинет
У Бушовом кабинету налазио се већи број представника мањина него у било којој савезној влади САД раније, укључујући и прва два министра азијског порекла. Према Гинисовој књизи рекорда, то је такође и најимућнији кабинет у историји.
Само један члан није био републиканац. То је био начелник секретаријата за саобраћај, Норман Минета, први министар азијског порекла, који је претходно служио као начелник секретаријата за трговину у влади Била Клинтона.
У саставу ове владе налазили су се важни представници претходних републиканских влада, као што су Колин Пауел (саветник за одбрану у влади Роналда Регана и Шеф особља у влади Џорџа Буша старијег) и Доналд Рамсфелд (био је секретар одбране и у време Џералда Форда).
Након победе на изборима 2004. Буш је дозволио свим члановима кабинета који не желе да раде у другом мандату да поднесу оставке; први који су то учинили су Џон Ашкрофт и Доналд Еванс. Такође Колина Пауела је заменила Кондолиза Рајс.
| ФУНКЦИЈА              | ИМЕ               | МАНДАТ    |
| --------------------- | ----------------- | --------- |
| Председник            | Џорџ Буш          | 2001—2009 |
| Потпредседник         | Дик Чејни         | 2001—2009 |
|                       |                   |           |
| Државни секретар      | Колин Пауел       | 2001—2005 |
|                       | Кондолиза Рајс    | 2005—2009 |
| Секретар одбране      | Доналд Рамсфелд   | 2001—2006 |
|                       | Роберт Гејтс      | 2006—2009 |
| Секретар ризнице      | Пол О’Нил         | 2001—2003 |
|                       | Џон В. Сноу       | 2003—2006 |
|                       | Хенри Полсон      | 2006—2009 |
| Правда                | Џон Ашкрофт       | 2001—2005 |
|                       | Алберто Гонзалес  | 2007—2009 |
|                       | Мајкл Мукаси      | 2006—2009 |
| Унутрашњи послови     | Гејл А. Нортон    | 2001—2006 |
|                       | Дирк Кемпторн     | 2006—2009 |
| Трговина              | Доналд Л. Еванс   | 2001—2005 |
|                       | Карлос Гутијерес  | 2006—2009 |
| Рад                   | Илејн Чао         | 2001—2009 |
| Пољопривреда          | Ен Венеман        | 2001—2005 |
|                       | Мајкл Џоханс      | 2005—2007 |
|                       | Едвард Шафер      | 2007—2009 |
| Здравље               | Томи Томпсон      | 2001—2005 |
|                       | Мајкл Левит       | 2005—2009 |
| Образовање            | Род Пејџ          | 2001—2005 |
|                       | Маргарет Спелингс | 2005—2009 |
| Градски развитак      | Мел Мартинез      | 2001—2003 |
|                       | Алфонсо Р. Џексон | 2004—2008 |
|                       | Стив Престон      | 2008—2009 |
| Саобраћај             | Норман Минета     | 2001—2006 |
|                       | Мери Питерс       | 2006—2009 |
| Енергетика            | Спенсер Абрахам   | 2001—2005 |
|                       | Семјуел Бодман    | 2005—2009 |
| Ратни ветерани        | Ентони Принципи   | 2001—2005 |
|                       | Џим Николсон      | 2005—2007 |
|                       | Џејмс Пик         | 2007—2009 |
| Отаџбинска безбедност | Том Риџ           | 2003—2005 |
|                       | Мајкл Чертоф      | 2005—2009 |

##### Остали саветници и званичници
- : Џорџ Тенет (2001—2004), Џон Меклафлин (в. д. 2004), Портер Гос (2004—2006), Мајкл Хејден (2006—2009)
- : Роберт Милер
- Саветник за националну безбедност: Кондолиза Рајс (2001—2005), Стивен Хедли (2005—2009)
- : Кристина Тод Витман (2001—2003), Мајкл Љуит (2003—2005), Стивен Џонсон (2005—2009)
- Амбасадор при УН: Џон Негропонте (2001—2004), Џон Данфорт (2004—2005), Џон Р. Болтон (2005—2006), Залмај Хализад (2006—2009)
- : Мајкл Пауел (2001—2005), Кевин Мартин (2005—2009)
- : Мич Денијелс (2001—2003), Џошуа Болтен (2003—2006), Роб Портман (2006—2007), Џим Насл (2007—)
- Шеф особља Беле куће: Ендру Кард (2001—2006), Џошуа Болтен (2006—2009)
- Старији саветник: Карл Роув (2001—2007), Бери Џексон (2007—2009)
- Адвокат Беле куће: Алберто Гонзалес (2001—2005), Херијет Мајерс (2005—2007), Фред Ф. Филдинг (2007—2009)
- Представник за штампу: Ари Флајшер (2001—2003), Скот Меклелан (2003—2006), Тони Сноу (2006—2007), Дана Перино (2007—2009)

Међу најкритикованијима су били Џон Негропонте, Елиот Абрамс, Ото Рајх и Џон Појндекстер због своје улоге у афери Иран-Контра и за прикривање кршења људских права у Средњој и Јужној Америци. Такође, критике су се односиле и на непотизам, тј. постављање рођака високих званичника на важне државне функције (пример је Мајкл Пауел који је син Колина Пауела).